# 圣雅各伯门 (贝加莫)

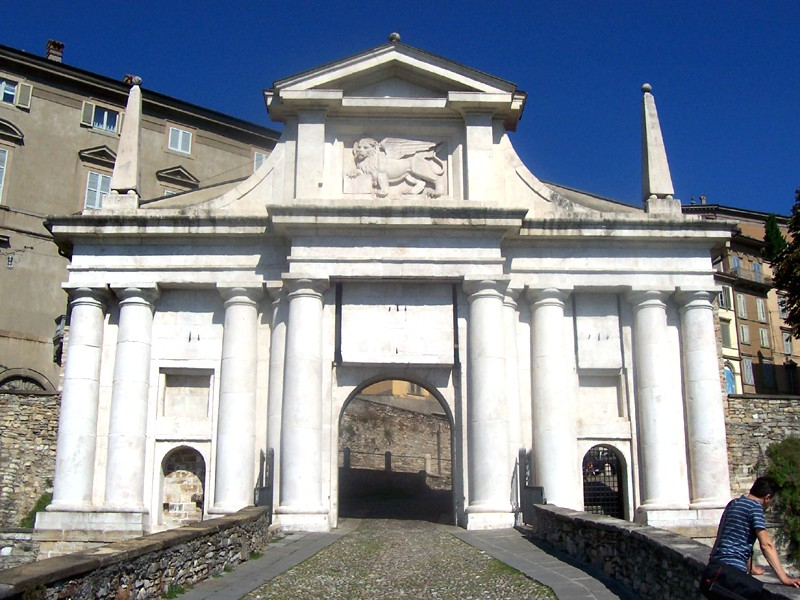

圣雅各伯门（Porta San Giacomo）也许是贝加莫上城的威尼斯城墙最美丽的一座城门，建于1592年，它是唯一使用赞多比奥采石场的粉红色大理石建造的。  

## 历史
威尼斯城墙的建造始于1561年，以保护威尼斯共和国与米兰接壤的西部边境前哨，当时，在米兰的弗朗西斯科二世·斯福爾扎去世（1535年）、签订卡托-康布雷西和约（1559年）后，米兰已成为西班牙的一个省份。城墙上有四个城门，作为进入上城的入口：圣老楞佐门（Porta San Lorenzo）、圣奥斯定门（Porta Sant'Agostino）、圣亚历山大门（Porta Sant'Alessandro）和圣雅各伯门。
2017年7月9日，威尼斯城墙被联合国教科文组织列为世界遗产15至17世纪威尼斯共和国的防御工事的一部分。   

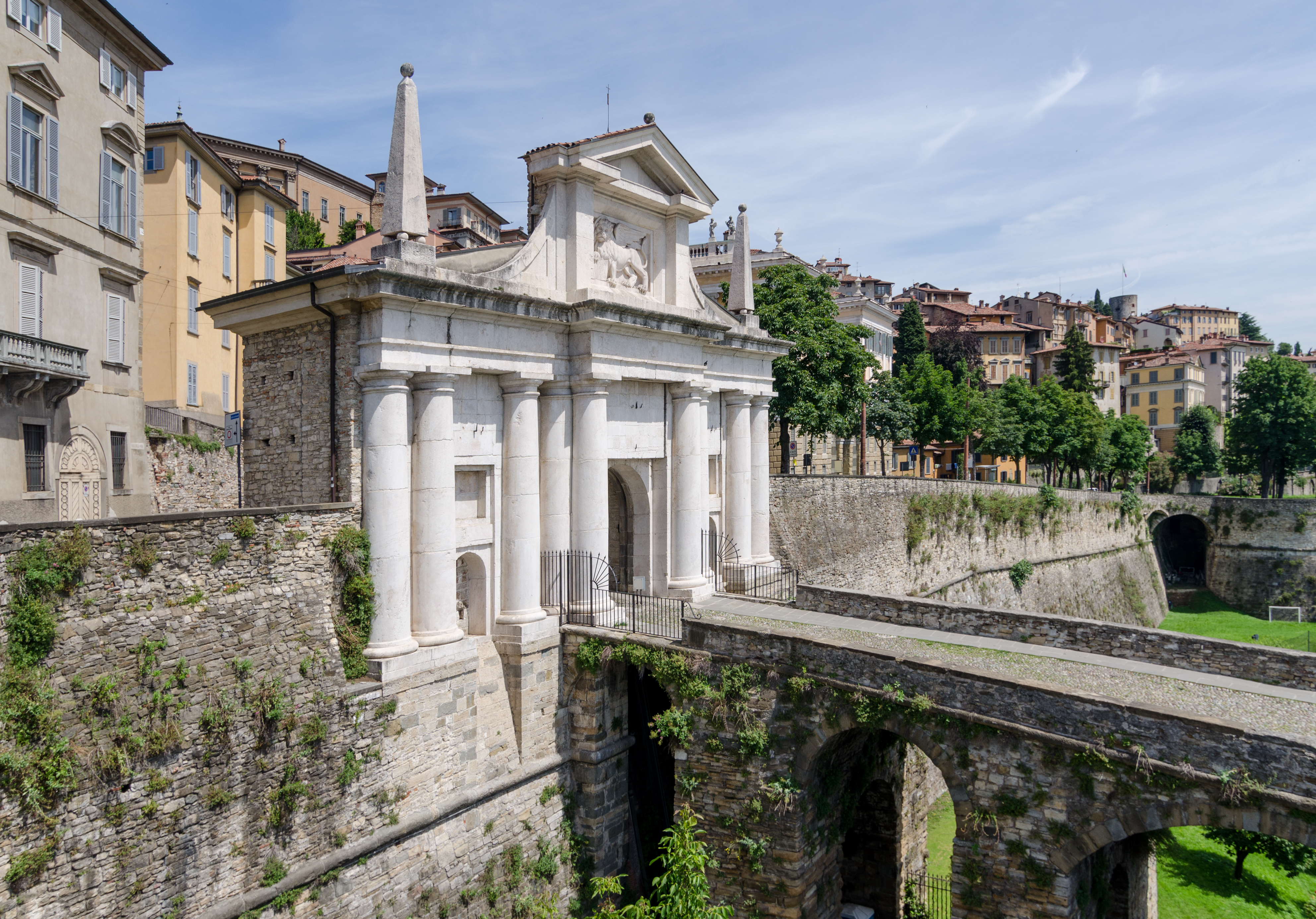
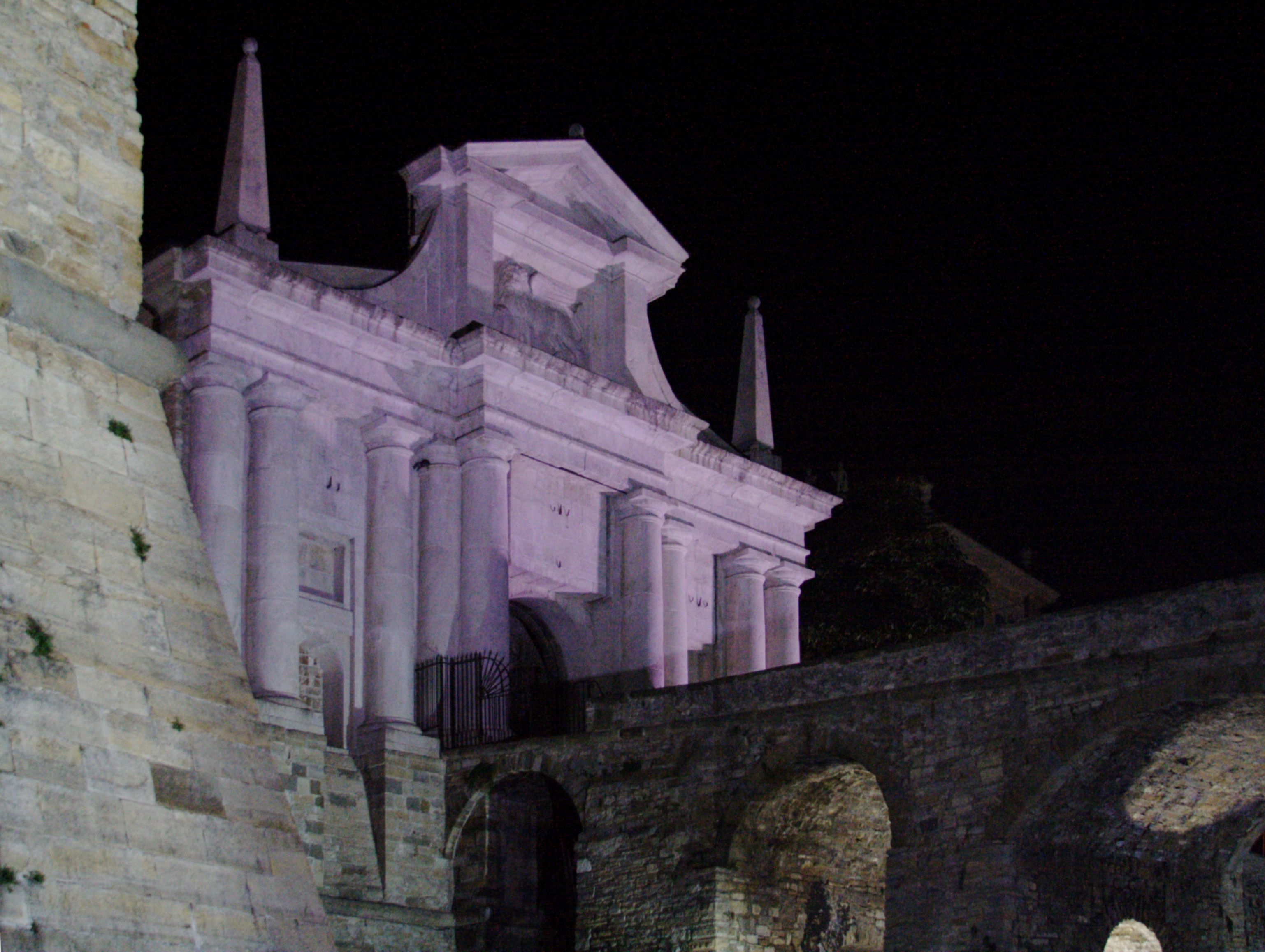